# 鈴木強平

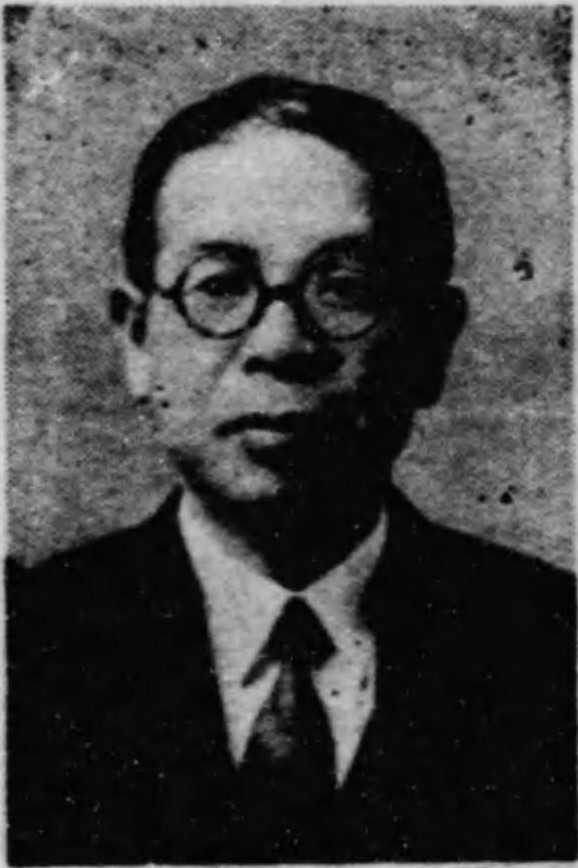
鈴木強平

鈴木 強平（强平、すずき きょうへい、1898年（明治31年）4月28日 – 1969年（昭和44年）3月3日）は、昭和期の実業家、政治家。衆議院議員（2期）、参議院議員（1期）。

## 経歴
群馬県前橋市連雀町（現本町）で、鈴木留太郎の長男として生まれる。群馬県立前橋中学校（現群馬県立前橋高等学校）を経て、慶應義塾大学部理財科に進んだが、父の病により帰郷して家業を継承した。
1934年（昭和9年）群馬林業社長、全国燃料組合理事組合長に就任。その他、群馬県木炭連合会長、同燃料林産組合長、全国燃料組合連合会副理事長、前橋商工会議所商業部長、群馬県商工倶楽部理事長、全国燃料会館副理事長、前橋文化服装学院（現前橋文化服装専門学校）理事、日本燃料機社長、鈴木商会社長などを務めた。
政界では前橋市会議員に選出され、1946年（昭和21年）4月、第22回衆議院議員総選挙に群馬県全県区から日本進歩党公認で出馬して初当選し、1947年（昭和22年）4月の第23回総選挙で群馬県第1区から民主党公認で出馬して再選された。1949年（昭和24年）1月の第24回総選挙では落選。1950年（昭和25年）6月の第2回参議院議員通常選挙に群馬県地方区から出馬して当選し、衆議院議員に連続2期、参議院議員に1期在任した。この間、日本進歩党総務、民主党総務、国民民主党総務、同両院議員総会長、第1次吉田内閣農林参与官、衆議院水害地対策特別委員長、第2次鳩山一郎内閣首都建設政務次官などを務めた。議員在任中は農林業の振興に尽力した。
1956年（昭和31年）7月の群馬県知事選挙に立候補して落選し、その後、第6回通常選挙にも立候補したが次点で落選した。
1969年（昭和44年）3月3日死去、70歳。死没日をもって勲二等瑞宝章追贈、正四位に叙される。

## 親族
- 妹 鈴木あい（前橋市議会議員、群馬県教育委員長）[5]

## 脚註